# Kirsten Norholt
Kirsten Norholt (født 9. juni 1953 på Frederiksberg) er en dansk skuespillerinde. Hun blev oprindelig uddannet som balletbarn fra Det kongelige Teater i 1965 og sidenhen som skuespillerinde fra Odense Teater i 1975.
Hun har blandt andre optrådt på Pantomimeteatret i Tivoli, på Scala og på Aalborg Teater. I skuespillet Indenfor Murene, også transmitteret i fjernsynet, på Det kongelige Teater, havde hun rollen som barnet Sara. I fjernsynet har Norholt også medvirket i serierne Matador, Landsbyen og Bryggeren.
I 2004 blev hun gift med skuespilleren Flemming Sørensen.

## Udvalgt filmografi

### Spillefilm
| År   | Titel                                 | Rolle                                   | Noter |
| ---- | ------------------------------------- | --------------------------------------- | ----- |
| 1968 | Det kære legetøj                      | sød naturlig pige                       | debut |
| 1968 | Dyrlægens plejebørn                   | danseelev                               |       |
| 1976 | Julefrokosten                         | Merete                                  |       |
| 1976 | Firmaskovturen                        | Merete                                  |       |
| 1976 | I skyttens tegn                       |                                         |       |
| 1978 | Agent 69 Jensen i Skyttens tegn       | frk.Petersen, Dr. Schmierkäses sekretær |       |
| 1978 | Olsen-banden går i krig               | stewardesse                             |       |
| 1979 | Olsen-banden overgiver sig aldrig     | kontordame                              |       |
| 1981 | Olsen-bandens flugt over plankeværket | dame på bar                             |       |
| 1985 | Walter og Carlo - op på fars hat      | stewardesse                             |       |
| 1990 | Camping                               | Anita, Sørens ægtefælle                 |       |
| 1990 | Manden der ville være skyldig         | Eva, FBS 2                              |       |
| 1994 | Kærlighed ved første desperate blik   | Sonnchen                                |       |
| 2004 | Familien Gregersen                    | Tjumse                                  |       |
| 2005 | Nordkraft                             | Allans mor                              |       |
| 2007 | Anja og Viktor - brændende kærlighed  | jordemoder                              |       |
| 2010 | Bob bob Bølle Bob - Alletiders helt   | fru Basse                               |       |
| 2014 | Krummerne - alt på spil               | fru Olsen                               |       |

### Serier
| År        | Titel          | Rolle                                         | Noter           |
| --------- | -------------- | --------------------------------------------- | --------------- |
| 1978      | Matador        | Tut, Vickis veninden fra København            | afsnit 3        |
| 1982      | Henover midten | Dorte                                         |                 |
| 1984      | Anthonsen      | Dorte Knudsen, Prebens kollega                | afsnit 3        |
| 1991-1996 | Landsbyen      | sygeplejersken Lisbeth, Mathiesens elskerinde |                 |
| 1996-97   | Bryggeren      | Hansigne                                      | afsnit 8-9 & 12 |

## Eksterne links
- Kirsten Norholt på Internet Movie Database (engelsk)
- Kirsten Norholt på Filmdatabasen
- Kirsten Norholt på danskefilm.dk
- Kirsten Norholt på danskfilmogtv.dk
- Kirsten Norholt på Scope
- Kirsten Norholt på Svensk Filmdatabas (svensk)
- Kirsten Norholt på AllMovie (engelsk)
- Kirsten Norholt på The Movie Database (engelsk)
- Kirsten Norholt på danskefilmstemmer.dk

|  | Artiklen om skuespilleren Kirsten Norholt kan blive bedre, hvis der indsættes et (bedre) billede. Du kan hjælpe ved at uploade et godt billede til Wikimedia Commons iht. de tilladte licenser og indsætte det i artiklen. Eller du kan søge efter eksisterende filer på Wikimedia Commons eller på Flickr - fx med værktøjet Free Image Search Tool. |